# Sąd Najwyższy (Izrael)
Sąd Najwyższy (hebr. ‏בית המשפט העליון‎, Bet Ha-Miszpat Ha-Eljon) – naczelny organ władzy sądowniczej w Izraelu.
Ma siedzibę w Jerozolimie. Jest najważniejszym sądem w kraju i ostatecznym sądem odwoławczym.
Składa się z 15 sędziów, których mianuje prezydent oraz dwóch sekretarzy.
Na czele sądu stoi Prezes Sądu Najwyższego, od 2017 funkcję tę sprawowała Ester Hajut.

## Prezesi Sądu Najwyższego
- 1948–1954: Mosze Smoira[4]
- 1954–1965: Jicchak Olszan[4]
- 1965–1976: Szimon Agranat[4]
- 1976–1980: Jo’el Zussman[4]
- 1980–1982: Mosze Landau[4]
- 1982–1983: Jicchak Kahan[4]
- 1983–1995: Me’ir Szamgar[4]
- 1995–2006: Aharon Barak[4]
- 2006–2012: Dorit Beinisch[4]
- 2012–2015: Aszer Grunis[4]
- 2015–2017: Miriam Na’or[3][4]
- od 2017: Ester Hajut[3]